# Juan Andrés Gelly
Juan Andrés Gelly Martínez (Pirayú, Virreinato del Río de la Plata, 2 de agosto de 1790 – Asunción, 24 de agosto de 1856) fue un abogado, diplomático y político rioplatense de intensa actuación en Argentina y Uruguay, así también como en la inmensa contribución al reconocimiento de la independencia del Paraguay ante el mundo a mediados del siglo XIX.

## Biografía
Nació en la localidad paraguaya de Pirayú, departamento de Paraguarí. Estudió en Real Colegio de San Carlos de Buenos Aires y se doctoró en jurisprudencia en la Universidad de Córdoba.
Establecido en Buenos Aires, donde contrajo matrimonio con Micaela Obes, hermana de Lucas Obes. Asistió al cabildo abierto del 22 de mayo de 1810 y votó por la cesación del virrey. Ocupó cargos secundarios en los sucesivos gobiernos porteños y ejerció como abogado privado.
Fue secretario del presidente Bernardino Rivadavia en 1826 y al año siguiente lo fue también del general Carlos María de Alvear durante la Guerra del Brasil. Fue un notable opositor al gobierno de Manuel Dorrego y fue el secretario del general Juan Lavalle cuando este lo derrocó y se hizo nombrar gobernador. En tal carácter fue su secretario durante la Batalla de Navarro, y le fue ofrecida la tarea de falsificar un sumario contra el gobernador Dorrego que debería haber sido realizado antes de la ejecución de este; pero Lavalle asumió personalmente la responsabilidad por su fusilamiento.
Lavalle lo nombró jefe de policía de la ciudad de Buenos Aires. Representando a Lavalle se entrevistó en el puerto de Buenos Aires, con el capitán general José de San Martín, en el barco en el que este permaneció durante cuatro días sin tomar tierra, intentando sin éxito que este asumiera la gobernación de la Provincia de Buenos Aires, pero este rechazó el ofrecimiento y abandonó su país para siempre.
Tras la caída de Lavalle frente a la reacción federal liderada por Juan Manuel de Rosas, Gelly se exilió en Montevideo, ejerciendo como secretario del gobernador general interino José Rondeau y del presidente Fructuoso Rivera.
Integró el grupo conocido como «Los cinco hermanos» formado por Nicolás Herrera, José Ellauri, Julián Álvarez y el propio Gelly, todos ellos casados con hermanas del quinto miembro, Lucas Obes el cual ejerció una importante influencia en el gobierno del Uruguay durante la presidencia de Rivera. Colaboró estrechamente con ellos Santiago Vázquez. Un diario opositor publicó una caricatura en la que aparecían todos con una leyenda que decía: “Ya lo veis - para el robo - somos seis”. Actuaron como un grupo de presión e intereses a cargo del gobierno de Uruguay y muchas veces en provecho propio, ante la tolerancia del presidente, que solía estar en la campaña. Gelly fue el más independiente de ellos, y no llegó a ejercer ningún cargo de importancia.
Durante la Guerra Grande colaboró estrechamente con el Gobierno de la Defensa. En 1845 falleció su esposa, por lo que solicitó alejarse por un tiempo de Montevideo. Por ello fue nombrado embajador del gobierno de Montevideo ante el Paraguay, en la época en que ambos estaban aliados a los generales Joaquín Madariaga y José María Paz, que gobernaban la Provincia de Corrientes. Cuando la alianza se rompió, el presidente paraguayo Carlos Antonio López lo nombró su embajador en Río de Janeiro ante el Imperio del Brasil, cargo que ocupó durante varios años. 
Posteriormente fue funcionario del gobierno paraguayo. Hombre de amplia cultura literaria, buen escritor, en Paraguay se valora muy positivamente su influencia y se lo considera introductor del romanticismo.
Falleció en Asunción, el domingo 24 de agosto de 1856, a las siete horas de la noche, lo confirma el periódico paraguayo Eco del Paraguay en la edición número 76 publicado el jueves veintiocho.
Su hijo, el general Juan Andrés Gelly y Obes, hizo su carrera militar en la Argentina: fue ministro de guerra del presidente Bartolomé Mitre y jefe de Estado Mayor del Ejército Argentino durante la Guerra del Paraguay.